# 히라카타 파크

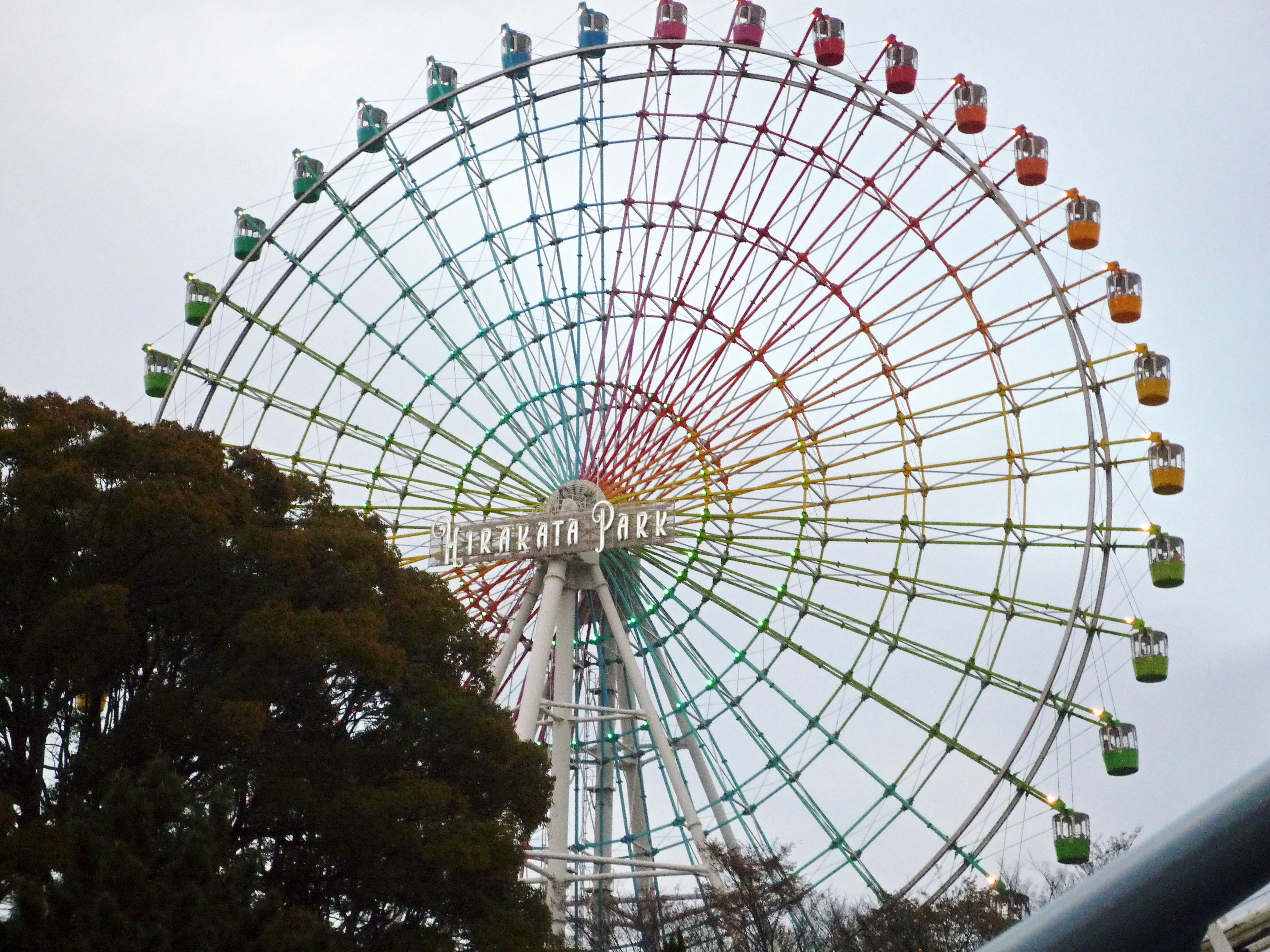
대관람차

히라카타 파크(일본어: ひらかたパーク, 영어: Hirakata Park)는 게이한 전기 철도의 자회사 게이한 레저 서비스가 운영하는 유원지이다. 오사카부 히라카타시에 있다. 매년 120만명 내외의 관람객이 방문하고 있으며, 유니버설 스튜디오 재팬 (USJ)에 이어 오사카 부에서 2위를 자랑한다. 짧게 히라파(일본어: ひらパー)라고 불리기도 한다.